# Pietro Abbo
Pietro Abbo (Lucinasco, 20 febbraio 1884 – 12 maggio 1974) è stato un politico e partigiano italiano.

## Biografia
Nacque in una famiglia contadina e compì gli studi da autodidatta. Eletto per due legislature alla Camera dei deputati del Regno d'Italia con il Partito Socialista Italiano, antifascista di formazione, partecipò alla Resistenza come partigiano. Al termine della seconda guerra mondiale si iscrisse al Partito Comunista Italiano.
Morì all'età di 90 anni nel maggio 1974.